# Ribes elegans
Ribes elegans är en ripsväxtart som beskrevs av Eduard von Glinka Janczewski. Ribes elegans ingår i släktet ripsar, och familjen ripsväxter. Inga underarter finns listade i Catalogue of Life.